# Wikiriders
Wikiriders ist ein mexikanisch-deutscher Experimentalfilm unter Regie von Clarer Winter und Miiel Ferráez. Der Film in der Tradition des Roadmovies feierte seine internationale Premiere bei der Woche der Kritik 2024 in Berlin. Seine nicht-lineare Erzählung entwickelt sich um den Wikipedia-Artikel einer seit der Kolonialzeit politisch und wirtschaftlich einflussreichen Familie in Mexiko.

## Handlung
Die Filmerzählung ist nicht-linear und alogisch und entwickelt sich als semi-dokumentarische filmische Recherche um den Wikipedia-Artikel zu einer einflussreichen mexikanischen Familie mit dem fiktionalisierten Namen Flussmartín.
Drei Personen, verkörpert von Clarer Winter, Miiel Ferráez und Megan Marsh, durchqueren Mexiko und den Südwesten der USA mit dem Auto. Sie sind mit aus Western bekannten Accessoires wie Cowboyhüten und -stiefeln ausgestattet. Der Untertitel des Films „Ein digitaler Rache-Western“ verstärkt das Motiv. Dabei bewegen sie sich auf der Handlungsebene vorgeblich auf den Spuren der pseudonymisierten Familie Flussmartín und beziehen sich auf der Dialogebene auf Wikipedia-Artikel zur Familie und zur Geschichte Mexikos. Das Ziel ihrer Suche ist ein in den USA lebender Nachkomme dieser Familie.
In Gesprächen setzen sie sich mit Fragen zur Kolonialgeschichte Mexikos aus postkolonialer Perspektive auseinander, etwa zur Rolle Maximilians I., des habsburgischen Kaisers in Mexiko im 19. Jahrhundert, und der Frage, ob Biermarken in Mexiko als politisches Statement anzusehen sind.
Im Verlauf ihrer Fahrt besuchen sie das Texas Rangers Museum of Law Enforcement in Waco und einen Amerikaner, der als Dr. Wiki vorgestellt wird. Dieser offenbart ihnen im Stil einer Enthüllungsreportage US-amerikanischer Machart scheinbare Geheimnisse aus den Tiefen der Wikipedia-Versionsgeschichte und verweist auf Edits eines fiktiven Benutzers namens justus_2016, offenbar identisch mit dem gesuchten jungen Mitglied der Familie Flussmartín, welches nunmehr als Filmemacher und Guru in den USA lebt. Sie widmen sich in Texas lokalen Bräuchen, wie dem Tortilla-Weitwurf von der Hängebrücke und versuchen, in der Sonne ein Ei auf dem Autodach zu braten.
Am Mississippi River besuchen sie einen Friedhof, in der Hoffnung, Informationen über die Bank der Flussmartíns zu finden, und eine Queerparty. Nach der Party reflektieren Clarer und Megan die eigenen Western-Outfits und die Rolle des Westerns sowohl als Filmgenre als auch in ihrem Film, dessen Teil sie sind. „Maybe we're just haunting Cowboyism“, sagt Megan (dt.: Vielleicht jagen wir dem Cowboysein nur hinterher.) und Clarer erwidert: „But nevertheless, with a new fiction we also create a new reality.“ (dt.: Trotzdem erschaffen wir mit einer neuen Fiktion auch eine neue Realität.)
Der Film endet mit einem nicht nummerierten Kapitel, das mit Spekulative Zukunft überschrieben ist: während Clarer und Megan über einen endlos wirkenden Holzsteg laufen, der sich über einem nicht näher bezeichneten Sumpfgebiet erstreckt, sprechen sie darüber, dass es ihnen gelungen ist, die gesuchte Zielperson vor die Kamera zu bekommen, sie hätten ihn „erschossen“, seien „jedoch über das Ziel hinausgeschossen“. Während sie in dieser spekulativen Zukunft „darauf warten, dass der Rest der Welt sie einholt“, wie Clarer es formuliert, vermutet Miiel in einer Art Wikipedia-Insider-Metapher, dass sie sich vielleicht einfach gemeinsam mit der Zielperson archiviert hätten: „Our stories are over, at least for now.“ (dt.: Unsere Geschichten sind zu Ende, zumindest vorläufig.)

## Produktion
Wikiriders ist das Langfilmdebüt des künstlerischen Duos Miiel Ferráez und Clara Winter, auf dem Cover und im Filmabspann erstmals als Clarer Winter. Der Film feierte am 22. Februar 2024 seine Uraufführung bei der Woche der Kritik in Berlin im Umfeld der 74. Internationalen Filmfestspiele und wurde unter anderem mit Mitteln der Kulturstiftung des Freistaates Sachsen realisiert.
Besonders charakteristisch für Wikiriders ist der nachträglich asynchron und technisch laienhaft eingebrachte deutsche, englische und spanische Synchronton, der mit Seh- und Hörgewohnheiten bricht und so der Inhaltsebene eine weitere, technische Ebene in der Reflexion von Verschwörungsmythen hinzufügt. So sind etwa die Synchronstimmen nicht mehr eindeutig den handelnden Personen zuzuordnen, Geschlechtergrenzen verschwimmen und der Eindruck entsteht, dass der Synchronton einen anderen Inhalt als die gefilmten Dialoge abbildet.
Der Film enthält deutschsprachige Zwischentitel im Stil von nummerierten Kapitelbezeichnungen und englische Untertitel sowie unterschiedlich gestaltete englische Texteinblendungen und eingeblendete Emojis, die – ähnlich wie im Comic – Bestandteil der Inhaltsebene sind. Er gliedert sich in insgesamt 14 nummerierte Kapitel, wobei zwei 13. Kapitel existieren, und drei Zwischentitel ohne Nummerierung: Bier-Intermezzo, Taco Bell und Tiger.
Die Filmproduktion wurde von Clarer Winter im Rahmen einer Masterarbeit am Dutch Art Institute im Jahr 2021 theoretisch begleitet.

## Musik
Das Sounddesign und die Originalmusiken in Wikiriders stammen von Miiel Ferráez. Die in die Handlung integrierten, „Trap“-Songs genannten Gesangseinlagen stammen von Megan Marsh. Musik wird im Film sowohl als stilbildendes als auch als Handlungselement genutzt. Stilbildend wirkt die Gesamtkomposition etwa im Hinblick auf das Westernthema, das durch die Musik ironisch verstärkt wird.
In die Handlung eingeschobene Gesangseinlagen finden sich zum Beispiel in Kapitel 2, Revolution, in Gestalt der älteren mexikanischen Straßenmusiker, auf die Clarer, Megan und Miiel vor der Bar treffen oder in Kapitel 10, Texas, Waco, im auf Mülltonnen trommelnden und vor sich hinjammenden Musiker, den Clarer fragt, „Hey, wie hat Mexiko Texas verloren?“. Die Gesangseinlagen fungieren als politische Kommentare mit zusätzlichen Informationen zur Geschichte Mexikos, was Ähnlichkeiten zum Chor der antiken griechischen Tragödie aufweist.

## Rezeption
Wikiriders wolle „nicht-linear und fragend entlang der Geschichte der Familie Flussmartín, die eine Art fiktives Kompositum mächtiger Familien in Mexiko zu sein scheint, eine Gegengeschichte Mexikos, des Verhältnisses zu den USA sowie des westlichen Imperialismus und Kapitalismus schreiben“, so Fabian Tietke im Perlentaucher. Es stelle sich „jedoch schnell Stagnation ein.“ Der „Gegenstand der Recherche“ bleibe im Film „wenig greifbar“ und so könne am Ende „auch die Offenheit der Form den Widerspruch zwischen der Recherche als Form und dem Desinteresse der Filmemacher am Erkunden oder auch nur Exemplifizieren des Behaupteten nicht aufheben.“